# Oud
 (janvier 2021).
Si vous disposez d'ouvrages ou d'articles de référence ou si vous connaissez des sites web de qualité traitant du thème abordé ici, merci de compléter l'article en donnant les références utiles à sa vérifiabilité et en les liant à la section « Notes et références ».
Pour l’article ayant un titre homophone, voir Houd.
Pour l'essence nommée bois de oud, voir Calambac.
L'oud (en arabe : عُود, ʿūd ; en arménien : Ուդ ; en peul : hoddu ; en turc : ut ou ud ; en grec moderne : ούτι / oúti) est un instrument de musique à cordes pincées en nombre variable et dépourvu de frettes, avec un corps arrondi en forme de poire et un manche court. Il est très répandu dans les pays arabes, en Arménie, en Grèce, en Azerbaïdjan et en Turquie. Son nom vient de l'arabe al-oud (signifiant «le bois»), terme transformé en Europe en laute, alaude, laud, liuto, et luth.
Le barbat (persan) en est très certainement à l'origine. Cet instrument n'existe encore qu'à titre symbolique en Iran, il y est très peu répandu et il a été réinventé récemment à partir d'archives. Il donnera naissance au oud et très probablement au pipa (琵琶) chinois (lui-même devenant le biwa japonais) qui s'en distingue par l'existence de frettes depuis au moins l'époque Ming. Le luth occidental se distingue du oud à partir du XIVe siècle, lui aussi (comme le pipa) par l'ajout de frettes.
Le oud a été l'objet d'ouvrages de référence des musicologues musulmans de l'époque médiévale. L'Iran et la Syrie ont fait inscrire « La fabrication et la pratique de l'oud » sur la liste représentative du patrimoine culturel immatériel de l'humanité par l'UNESCO en 2022.

## Histoire

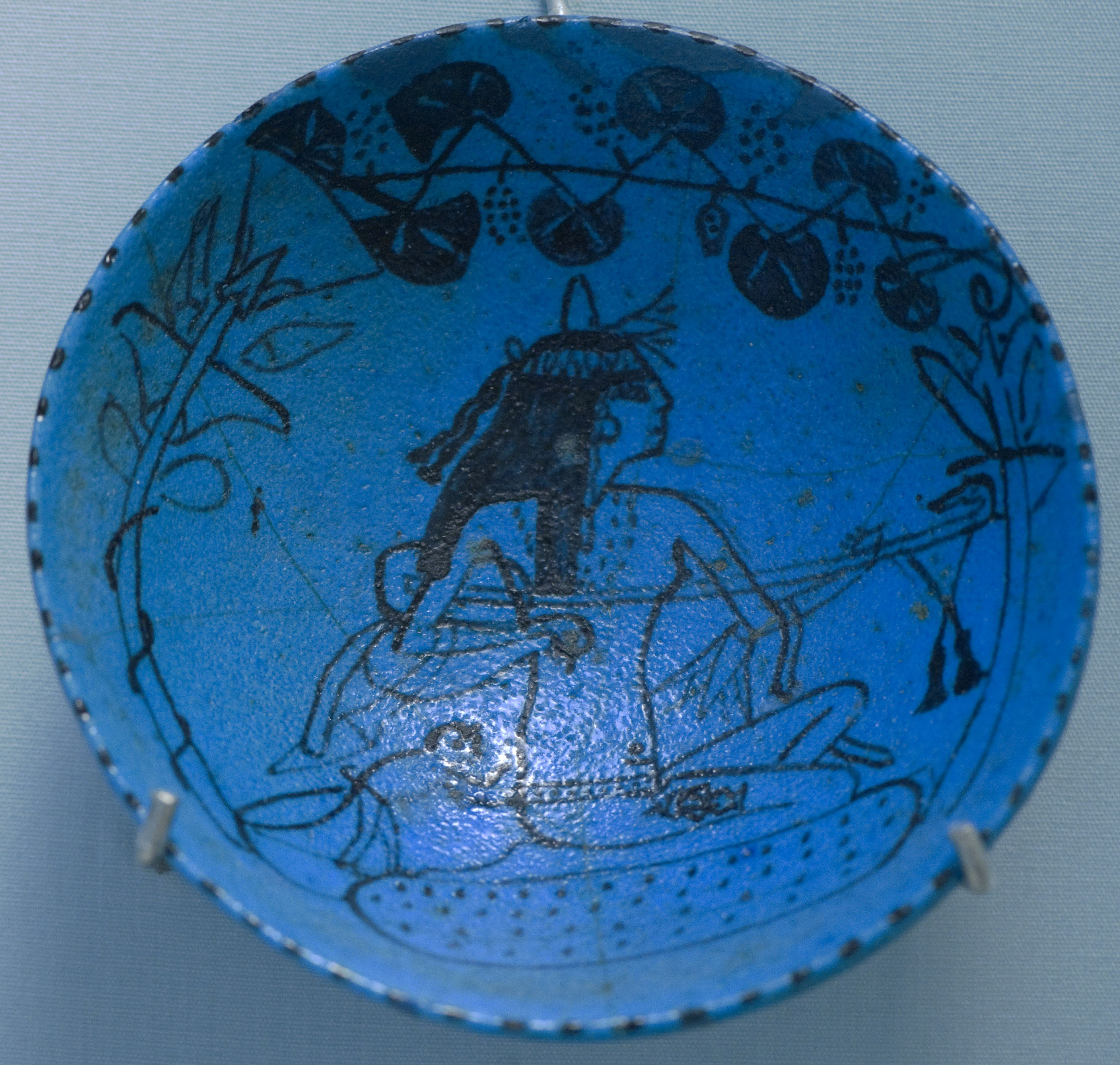
Joueuse de luth sous une vigne. Faïence vinaire égyptienne, 1400/1300bc, Musée de Leyde.

Le barbat est un instrument de musique ancien d'origine perse; après le tambûr, c'est le plus vieil instrument à cordes en Iran, remontant au Xe siècle. Son invention est attribuée à Barbad et al-birbat serait sa forme arabisée. D'autres sources précisent que le mot viendrait de bat qui signifie «poitrine», désignant ainsi une similarité de forme.
Il est probable que les premiers instruments étaient taillés dans une pièce de bois (manche et caisse de résonance non séparés), de la même façon que le pipa chinois (déjà présent pendant les dynasties Wei du Nord (386-534)) et Tang (618-907), ou le biwa japonais (VIIIe siècle), qui seraient des descendants du barbat apporté par la Route de la soie.
Après que l’islam se fut implanté en Iran, l'instrument fut amené dans l’Empire Omeyyade et il s'est propagé ensuite dans tout le Moyen-Orient et le Maghreb, faisant de ces pays le berceau du luth oriental: l'oud. Ce dernier, rénové par Zalzal Mansour (mort en 791), possédait un manche plus court séparé (au départ) d'une caisse plus grosse, comme l'instrument actuel.
Plus tard, Médine fut un lieu de rencontre de tous les musiciens et luthiers si bien que l'oud y acquiert une réputation éminente parmi tous les autres instruments de la musique arabe. Grâce à l'oudiste Ziryab (décédé vers 852), l'oud voyage jusqu'en Europe en transitant par l'Andalousie sous domination mauresque, devenue la capitale de la musique arabo-andalouse.
L'oud a pris sa forme actuelle au début du IXe siècle, (la chanson de Roland fut sans doute jouée sur un luth arabe)[réf. nécessaire]. La caisse était faite de barres de bois contraint en forme de voûte qui pourraient être l'origine du nom oud puisque le mot signifie bois ou bâton et que la table était elle aussi faite en bois (à l'opposé des tables en peau des luths plus anciens).
Le musicologue Azzouz El Houri affirme que, lorsque la culture islamique pénétra en Europe, cet instrument fut utilisé avec différents noms : liuto en Italie, luth en France, alaúde au Portugal et laúd en Espagne.
En Perse, sous le règne des Safavides, sans doute en raison du fanatisme religieux, cet instrument a été interdit. Depuis 2020, il est de nouveau toléré.
La caisse courbée a servi de modèle au luth européen (dont dérive ensuite la mandoline), dont la caisse est construite de nombreuses lamelles de bois flexibles collées. Le luth se transforme durant la Renaissance et la période baroque. Les cordes sont jouées entre le pouce et l'index avec le petit doigt posé sur la table et le manche comporte des frettes nouées en boyau pour pouvoir jouer des musiques polyphoniques. À la fin du XVIe siècle, une nouvelle forme de luth à 12 cordes apparaît en Angleterre (théorbe et chitarrone) servant plus à l'accompagnement qu'à la mélodie. Il a sans cesse évolué, par l’ajout de cordes graves, jusqu’au XVIIIe siècle.
« La fabrication et la pratique de l'oud » est inscrite, au profit de l'Iran et de la Syrie, sur la liste représentative du patrimoine culturel immatériel de l'humanité par l'UNESCO en 2022.

## Lutherie

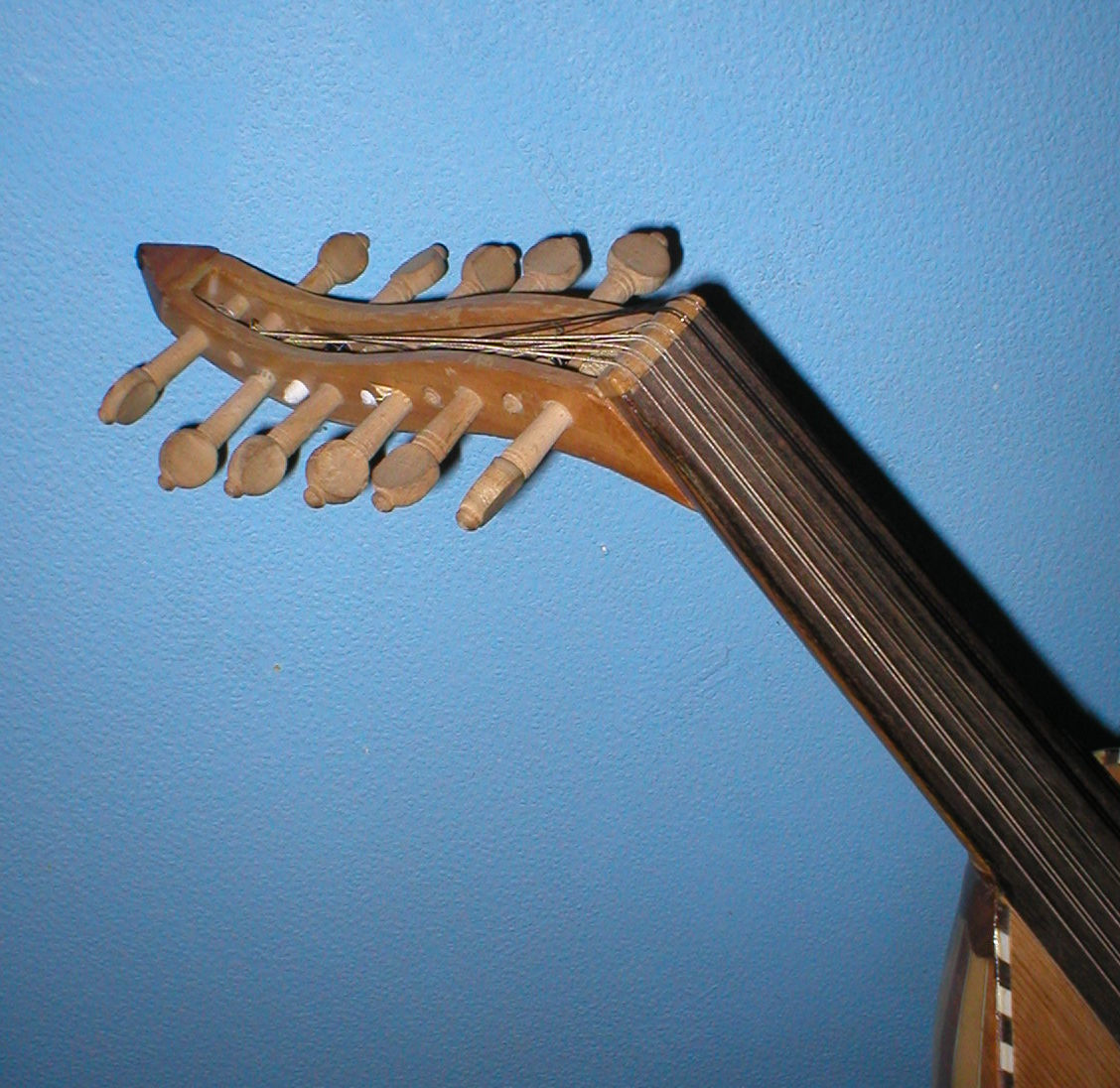
Oud: détail du cordier.

L'oud est constitué de quatre parties majeures:
Table d'harmonie
en bois de résineux (aujourd'hui épicéa le plus souvent, autrefois cèdre au Proche-Orient et au Maroc), traditionnellement non vernie. La table est soutenue par un barrage du même bois. Elle est percée de grandes ouïes (1 ou 3), souvent ornées de rosaces rapportées, en bois ou en os. Un chevalet en bois y est collé, ainsi qu'un renfort au point de jeu.
Caisse de résonance
en bois dur (noyer, acajou, érable, hêtre sont d'usage courant), elle est piriforme et est constituée d'une quinzaine ou plus de côtes, formant la plus grande caisse de résonance de tous les luths.
Manche
généralement fait dans l'un des bois de la caisse de résonance, le manche n'est pas fretté et est très court, tel celui du violon, permettant de jouer les micro-intervalles présents dans la plupart des maqamat appelés aussi A-dawr en arabe : الدّور qui veut dire une rotation.
Cheviller
l'angle entre le manche et le cordier est quasi perpendiculaire, et cela a une grande importance pour soutenir la pression des onze ou douze cordes, tenues par des chevilles en bois similaires à celles du violon. Le sillet est généralement en os ou en ébène.
Le luthier cherche à alléger l'instrument afin de le rendre le plus résonnant possible; la forme de la caisse permet des épaisseurs de bois très faibles (de l'ordre de 1,5 mm). Le poids idéal de cet instrument varie en fonction de ses dimensions  et des matériaux utilisés. Il avoisine le kilogramme.
Le niveau de décoration de l'oud (marqueterie, incrustations de nacre, d'os ou d'ivoire) varie selon le pays d'origine. Ainsi, les ouds d'origine turque sont souvent très dépouillés, et ceux d'origine égyptienne souvent très décorés.
Les cordes étaient traditionnellement en boyau pour les deux ou trois chœurs les plus aigus, et filées cuivre sur soie pour les plus graves. Aujourd'hui, elles sont généralement en nylon et nylon filé. La tension des cordes de l'oud est notablement plus faible que celle d'autres instruments comme la guitare, typiquement de 30 à 40 newtons.
Plusieurs types d'ouds sont utilisés dans la musique arabo-turque:
- ud hanin est un oud spécifique pour le solo à la caisse petite, en amande, à une rosace, au son ténu.
- ud rannan est un oud spécifique pour la musique d'ensemble à la caisse piriforme, à trois ou cinq rosaces, très sonore.

Au Maghreb on distingue l'oud proche-oriental, oud sharki, et l'oud à quatre chœurs de la musique arabo-andalouse, dit `ud rammal au Maroc, ud `arbî en Tunisie et dans le Constantinois et enfin kuitra en Algérie.
Un autre type d'oud, popularisé par le virtuose irakien Mounir Bachir qui en a initié la conception, possède un chevalet flottant en lieu et place du chevalet fixe des ouds traditionnels; sa facture est inspirée par la mandoline italienne. Il est généralement monté avec des cordes de tension plus élevée (de 40 à 50 newtons) et possède une sonorité moins profonde, plus proche de la guitare, caractérisée par une plus longue résonance. Les ouds de ce type sont habituellement sans décoration, munis d'une touche longue et d'ouïes de forme ovoïde. Ils sont généralement appelés ouds irakiens, bien qu'ils soient maintenant répandus dans tout le Proche-Orient, et que l'oud à chevalet fixe soit toujours courant en Irak.

## Jeu et accord
L'oud se tient de la même façon qu'une guitare, en faisant attention de garder la face verticale de manière qu'elle ne soit pas visible par le joueur; le poids doit en être supporté par la cuisse et le bras droit de manière que la main gauche soit libre pour se déplacer sur le manche. Dans le passé, de nombreux joueurs jouaient assis en tailleur par terre; maintenant la plupart jouent assis sur une chaise, utilisant souvent un repose-pied sous leur pied droit.
On utilise un long plectre flexible mettant le poignet dans un angle particulier qui donne un certain son et une grande agilité: le risha («plume» en arabe) ou mezrab (en turc) est fait d'une tranche fine de corne de vache, d'une plume d'aigle ébarbée et aplatie ou plus prosaïquement un médiator en plastique. Il se tient entre le pouce, l'index et l'auriculaire, pour pincer les cordes de l'instrument selon deux techniques: le pincement simple ou double. On reconnaît un virtuose de l'oud à l'utilisation équilibrée qu'il fait de ces deux techniques. Les plectres les plus fins donnent un son très délicat, plein de nuances, les plus lourds donnent un son très fort. Les joueurs se servent souvent d'un plectre dont une des extrémités n'a pas été modifiée et dont l'autre a été amincie par ses soins, lui permettant ainsi d'utiliser la forme la plus appropriée pour ses besoins.
Instrument soliste de la musique arabe par excellence, l'oud est aussi employé comme basse mélodique ou rythmique dans les ensembles instrumentaux, à moins qu'il n'accompagne un chanteur. Il en va de même pour la musique turque et iranienne. Mais il est aussi en ces contrées, un instrument très populaire, et se prête à tout le répertoire folklorique. De même, en Grèce ou en Arménie, il est plutôt cantonné à cette musique festive.

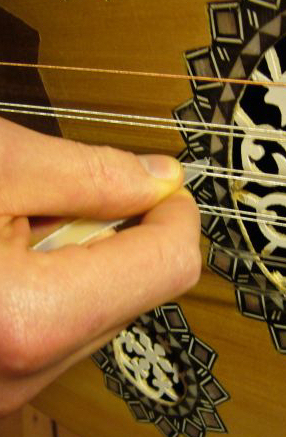
Technique de jeu au risha.

On ne joue pas d'accord sur l'oud, à l'inverse du luth ou de la guitare. La musique étant modale, on ne joue jamais plusieurs notes en même temps, mais dans une succession très rapide, sauf pour la corde de bourdon. En outre, nombre d'oudistes enlèvent les deux dernières cordes, les plus aiguës, afin de faciliter le jeu. Mounir Bachir a la particularité de mettre la corde grave en bas des autres.
Il est possible d'accorder un oud de nombreuses façons différentes.
Accordages arabes:
- Sol la ré sol do fa
- Do sol la ré sol do
- Ré sol la ré sol do, c'est l'accordage le plus utilisé.
- Do fa la ré sol do
- Do mi la ré sol do
- Fa la ré sol do fa
- Do fa la ré sol do fa , pour un oud avec treize cordes.

Accordages constantinois (Algérie):
- Do la ré sol, accord en deux quintes embrassées.

Accordages turcs:
- Ancien accordage turc classique: la ré mi la ré sol
- Nouvel accordage turc classique: fa# si mi la ré sol
- Accordage turc/arménien: mi la si mi la ré
- Accordage turc/arménien: do# fa# si mi La ré
- Accordage Cümbüş: ré mi la ré sol do

## Compositeurs et virtuoses
- Mohamed Abozekry (1991-, Égypte)
- Sayed Darwich (1892-1923, Égypte)
- Mohammed Abdel Wahab (1902-1991, Égypte)
- Farid El Atrache (1910-1974, Syrie / Égypte)
- Ali Sriti (1919-2007, Tunisie)
- Jamil Bachir (1920-1977, Irak)
- Hamza El Din (1929-2006, Nubie)
- Mounir Bachir (1930-1997, Irak)
- Cinuçen Tanrıkorur (1938-2000, Turquie)
- Saïd Chraibi (1951-2016, Maroc)
- Simon Shaheen (ar) (1955, Palestine)
- Rabih Abou-Khalil (1957, Liban)
- Anouar Brahem (1957, Tunisie)
- Ara Dinkjian (en) (1958, États-Unis)
- Naseer Shamma (1963, Irak)
- Charbel Rouhana (1965, Liban)
- Mourad Sakli (1965, Tunisie)
- Azzouz El Houri (1966, Maroc)
- Yurdal Tokcan (tr) (1966, Turquie)
- Moneim Adwan (1970, Palestine / France)
- Nizar Rohana (1975, Palestine / Pays-Bas)
- Isaac Kakino De Paz (1983, Tunisie / France)
- Le Trio Joubran (2004, Palestine)

L'oud a fait une entrée dans le jazz depuis les années 1970 avec Alice Coltrane et la musique improvisée, avec des créateurs comme Anouar Brahem, Dhafer Youssef, Roman Bunka, Chris Karrer (en), Rabih Abou-Khalil, Aziz ouertani (LYRA France), Marcel Khalifé et Titi Robin. En 2006, dans OSS 117 : Le Caire, nid d’espions de Michel Hazanavicius, Jean Dujardin réalise une interprétation restée célèbre de Bambino à l’oud en arabe. En 2016, la chanteuse et compositrice franco-algérienne Nabila Dali le met à l'honneur dans son premier album Imnayen, avec le musicien Ilyes Yassine.